# Hans-Peter Schurz
Hans-Peter Schurz (* 1942) ist ein deutscher Dirigent, Chorleiter und Hochschullehrer.

## Vergangenheit
Schurz studierte Musikpädagogik und Geschichte an der Humboldt-Universität zu Berlin. Anschließend studierte er Chor- und Ensembleleitung an der Hochschule für Musik „Hanns Eisler“ Berlin.
Von 1967 bis 2004 war er Schulmusiker und Chordirigent am Karl-Friedrich-Schinkel-Gymnasium Neuruppin. 
Von 1980 bis 1994 war Schurz Honorardozent für Chorleitung an der Humboldt-Universität zu Berlin.
Seit 2005 unterrichtet er in Campinas (Brasilien) an der Staatlichen Universität „Zeferino Vaz“ in der Abteilung Musik  das Fach Chorleitung.
Schurz führte weltweit Dirigentenseminare durch.

## Chorgründungen
Hans-Peter Schurz gründete verschiedene Chöre.
- 1967: Märkischer Jugendchor Neuruppin
- 1971: Neuruppiner A-Cappella-Chor
- 1991: Kammerchor „Jeunesse“ Berlin
- 1992: Landesjugendchor Brandenburg

## Auszeichnungen
Für seine Verdienste um die Chormusik wurde Hans-Peter Schurz 2004 mit dem Bundesverdienstkreuz am Bande ausgezeichnet. 
2006 wurde Schurz zum künstlerischen „Professor Honorario de Regencia Coral/Universidade Estadual de Campinas“ berufen.
2019 wurde Schurz die Ehrenmedaille der Stadt Neuruppin verliehen.